# Pleurothallis pleurothalloides
Pleurothallis pleurothalloides är en orkidéart som först beskrevs av Célestin Alfred Cogniaux, och fick sitt nu gällande namn av Osvaldo Handro. Pleurothallis pleurothalloides ingår i släktet Pleurothallis och familjen orkidéer. Inga underarter finns listade i Catalogue of Life.